# Bobslee-, rodel- en skeletonbaan van La Plagne
De bobslee-, rodel- en skeletonbaan van La Plagne is een bobslee-, rodel- en skeletonbaan in het Franse wintersportgebied La Plagne. De baan werd aangelegd voor de Olympische Winterspelen 1992 die plaatsgrepen in het nabijgelegen Albertville. Ze ligt tussen 1700 en 1560 meter hoogte bij het gehucht La Roche d'en Haut ten zuiden van Plagne 1800. Het is de enige bobsleebaan in Frankrijk.
In 1993 vonden de Wereldkampioenschappen skeleton op deze baan plaats. In de Wereldbeker bobsleeën was het de baan waar in de seizoenen 2002/03, 2011/12, 2012/13, 2014/15, 2019/20 en 2023/2024 een van de wedstrijden plaatsvond. In de Wereldbeker rodelen was dit in 1995/96 en 2000/01 het geval en in de Wereldbeker skeleton in de seizoenen 2011/12, 2012/13, 2014/15, 2019/20 en opnieuw 2023/2024.
De baan zal gerenoveerd en opnieuw gebruikt worden voor de Olympische Winterspelen 2030.